# While She Sleeps
While She Sleeps je britská metalcoreová hudební skupina založená v Sheffieldu v roce 2006. Kapela vydala během své kariéry minialbum The North Stands for Nothing (2010) a alba This Is the Six (2012), Brainwashed (2015), You Are We (2017) a SO WHAT? (2019).

## Členové
- Lawrence „Loz“ Taylor – hlavní zpěv
- Sean Long – kytara, doprovodný zpěv
- Mat Welsh – kytara, doprovodný zpěv
- Aaran McKenzie – baskytara
- Adam „Sav“ Savage – bicí

## Diskografie

### Alba
- This Is the Six (2012)
- Brainwashed (2015)
- You Are We (2017)
- SO WHAT? (2019)
- Sleeps Society (2021)
- Self Hell (2024)

### EP
- And This Is Just the Start (2006)
- Split (2009)
- The North Stands for Nothing (2010)